# محمد جواد (صحفي)
محمد جواد (بالفارسية: محمدجواد حق‌شناس) هو صحفي إيراني وسياسي إصلاحي وهو عضو في مجلس مدينة طهران . 